# Кушнір Юрій Іванович
Ю́рій Іва́нович Кушні́р (6 травня 1978 — 18 січня 2015) — старший солдат Збройних сил України, учасник російсько-української війни. Один із «кіборгів».

## Життєпис
Пройшов строкову службу, рік служив в Африці — у складі миротворчої місії в Сьєрра-Леоне. Працював телемайстром, з початком війни призваний за мобілізацією, від вересня 2014-го ніс службу в зоні бойових дій. Військовослужбовець 80-ї окремої аеромобільної бригади, 9-та рота, 3-й батальйон.
18 січня 2015-го зазнав важкого поранення у голову від вибуху міни в часі бою з російськими збройними формуваннями за Донецький аеропорт. Юрію Кушніру надали першу медичну допомогу, проте від поранень він помер дорогою до лікарні.
Залишилися дружина й донька 2004 р.н.
23 січня 2015-го похований в селі Каплівка.

## Нагороди та вшанування
- Указом Президента України № 270/2015 від 15 травня 2015 року, «за особисту мужність і високий професіоналізм, виявлені у захисті державного суверенітету та територіальної цілісності України, вірність військовій присязі», нагороджений орденом «За мужність» III ступеня (посмертно)[1].
- Нагороджений нагрудним знаком «За оборону Донецького аеропорту» (посмертно).
- Вшановується в меморіальному комплексі «Зала пам'яті», в щоденному ранковому церемоніалі 18 січня[2][3].